# Frank Wignall
Frank Wignall (født 21. august 1939 i Blackrod, England) er en tidligere engelsk fodboldspiller og træner, der spillede som angriber. Han var på klubplan tilknyttet Everton, Nottingham Forest, Wolverhampton Wanderers, Derby County og Mansfield Town med længst tid (5 sæsoner) hos Nottingham Forest. Med Everton var han i 1963 med til at blive engelsk mester.
Wignall spillede desuden i 1964 to kampe for Englands landshold mod henholdsvis Wales og Holland.

## Titler
Engelske Mesterskab
- 1963 med Everton F.C.